# Blok Demokratyczny
Blok Demokratyczny, Blok Stronnictw Demokratycznych – wspólna koalicja i lista wyborcza Polskiej Partii Robotniczej (PPR) i kilku podporządkowanych jej w różnym stopniu partii satelitarnych, utworzona jesienią 1944 r. przed wyborami do Sejmu Ustawodawczego w 1947 r., przewidzianymi przez porozumienia jałtańskie.
Blok Stronnictw Demokratycznych stanowił polityczną podstawę PKWN, Rządu Tymczasowego i Tymczasowego Rządu Jedności Narodowej. Partie Bloku ściśle ze sobą współpracowały poprzez Centralną Komisję Porozumiewawczą Stronnictw Demokratycznych.
W skład Bloku, oprócz PPR, wchodziły także PPS, SD oraz SL. Oficjalnie z inicjatywą jego utworzenia wystąpiły w listopadzie 1945 r. władze PPS, ale w praktyce był to twór całkowicie uzależniony od PPR, której celem było doprowadzenie do sytuacji wystawienia w wyborach parlamentarnych tylko jednej, w pełni kontrolowanej przez komunistów listy. Z blokiem współpracowały też PSL „Nowe Wyzwolenie” i Stronnictwo Pracy (grupa Feliksa Widy-Wirskiego i Zygmunta Felczaka), co zaowocowało wystawieniem na terenie Ziem Odzyskanych wspólnej z tymi partiami listy wyborczej pod nazwą Bloku Jedności Narodowej. Zgodnie z przedwyborczym porozumieniem, podział mandatów w bloku przewidywał po 31% zdobytych miejsc w przyszłym parlamencie dla PPR i PPS, 27% dla SL i 11% dla SD. Ugrupowanie wygrało w sfałszowanych na jego korzyść wyborach do Sejmu Ustawodawczego w 1947 r.
Kierujący Polskim Stronnictwem Ludowym Stanisław Mikołajczyk odmówił przystąpienia do Bloku, gdyż działacze PPR nie zgodzili się na stawiane przez niego żądanie 40% miejsc w Sejmie dla PSL, zgadzając się na po 25% mandatów dla PPR i PSL, 22% dla PPS, 12% dla SL oraz po 8% dla SD i SP.
Po wyborach do Bloku Stronnictw Demokratycznych przyłączyło się także Polskie Stronnictwo Ludowe – Lewica.